# Berner-Oberland-Bahn
Berner Oberland-Bahn (BOB): zajišťuje provoz v centrální oblasti Jungfrauregionu mezi Interlaken Ost - Zweilütschinen - Lauterbrunnen/Grindelwald. V současné době spadá pod společnost Jungfraubahnen AG.

## Začátky provozu
Železnice byla zprovozněna v r. 1890, kdy se v oblasti začíná silně rozvíjet turistický ruch. Tímto se trať stává klíčovou pro dostupnost oblasti Jungfrauregionu od Interlakenu, který má železniční spojení na Bern, Visp, Thun a Luzern.
Později byla trať v r. 1914 byla elektrizována.

Nádraží BOB Interlaken Ost ...
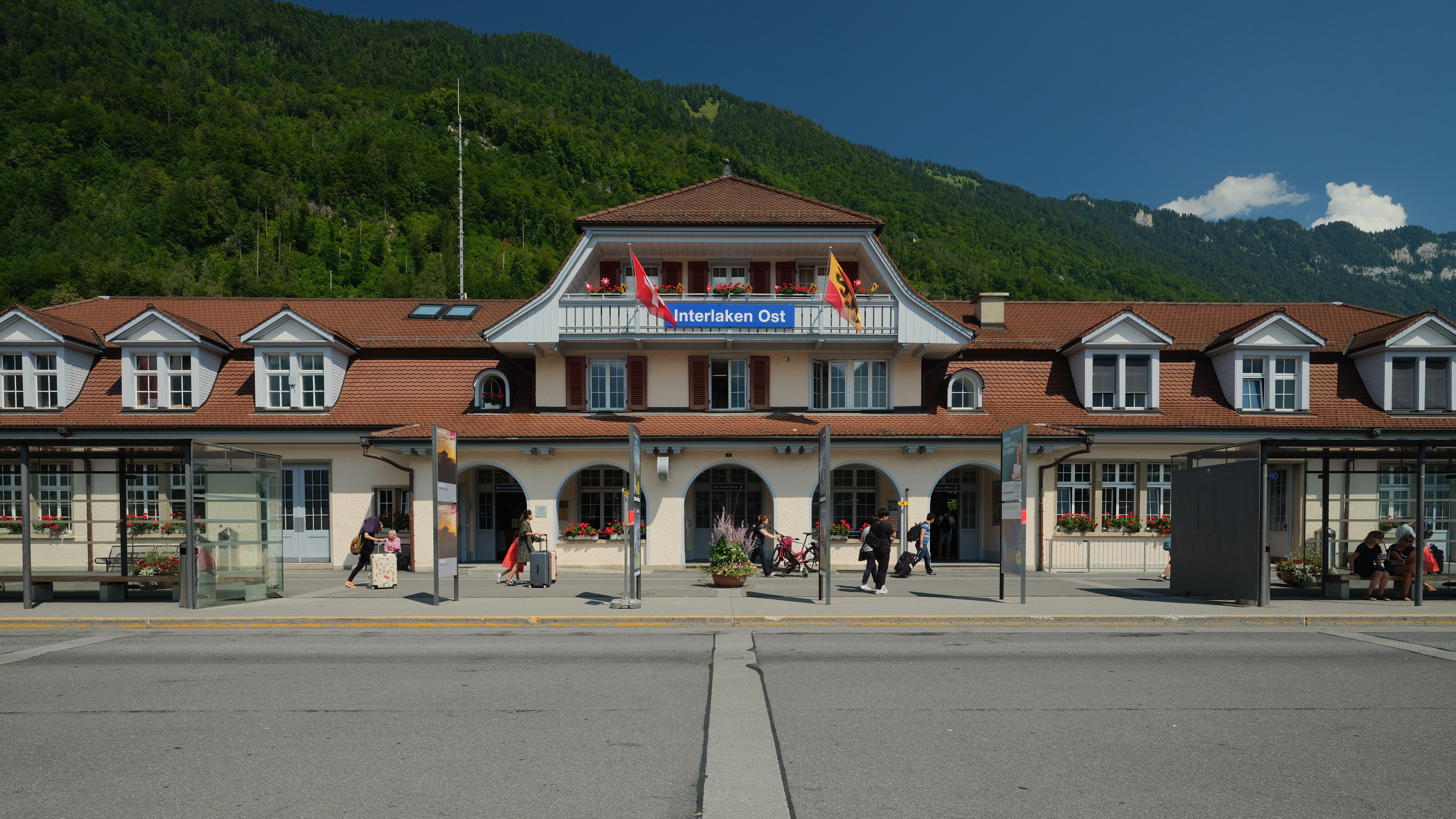
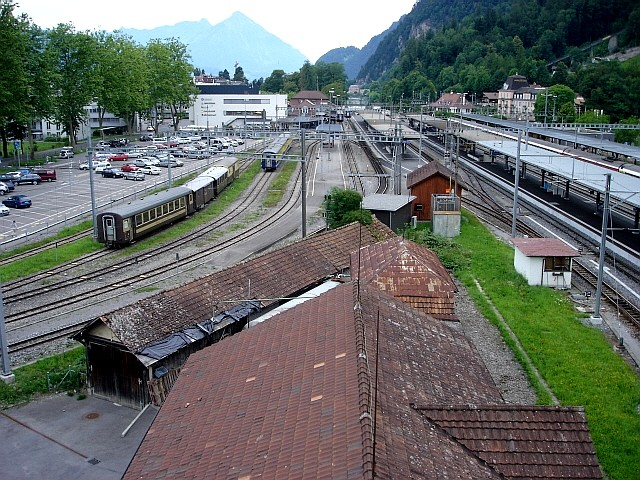
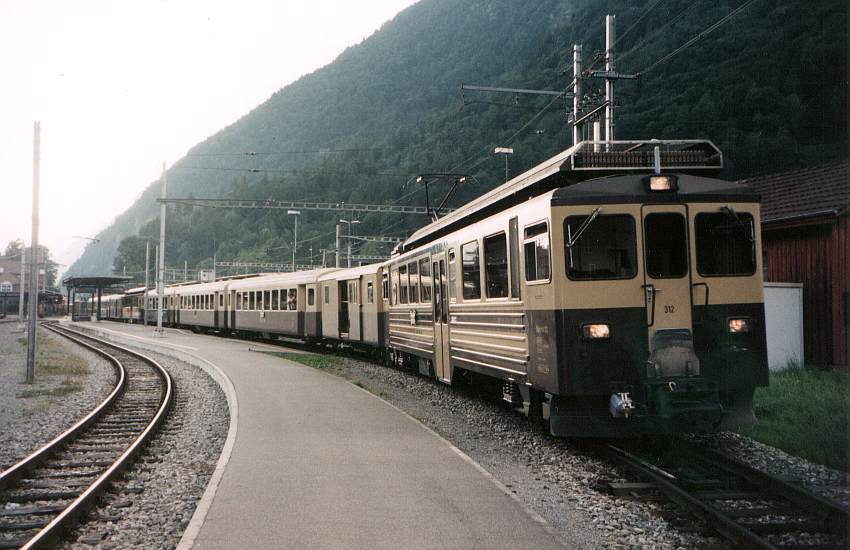

## Současný provoz
Berner Oberland-Bahn (BOB), je v současné době páteřní železnicí, která zajišťuje kyvadlovou dopravu do turistických center pod Eiger, Mönch, Jungfrau a Jungfraujoch v Jungfrauregionu. Z koncových stanic Lauterbrunnen a Grindelwald je možno pokračovat na Kleine Scheidegg až na Jungfraujoch.
Pro značné zatížení v turistické sezóně byl v roce 1999 uveden do provozu dvojkolejný úsek délky 2,5 km mezi Zweilütschinenem a Wilderswilem. Toto umožňuje zvýšení kapacity tratě bez čekání ve stanicích. V roce 2005 byla trať vybavena novými nízkopodlažními jednotkami.

Nádraží BOB: Wilderswil, Zweilütschinenem, Schwendi ...
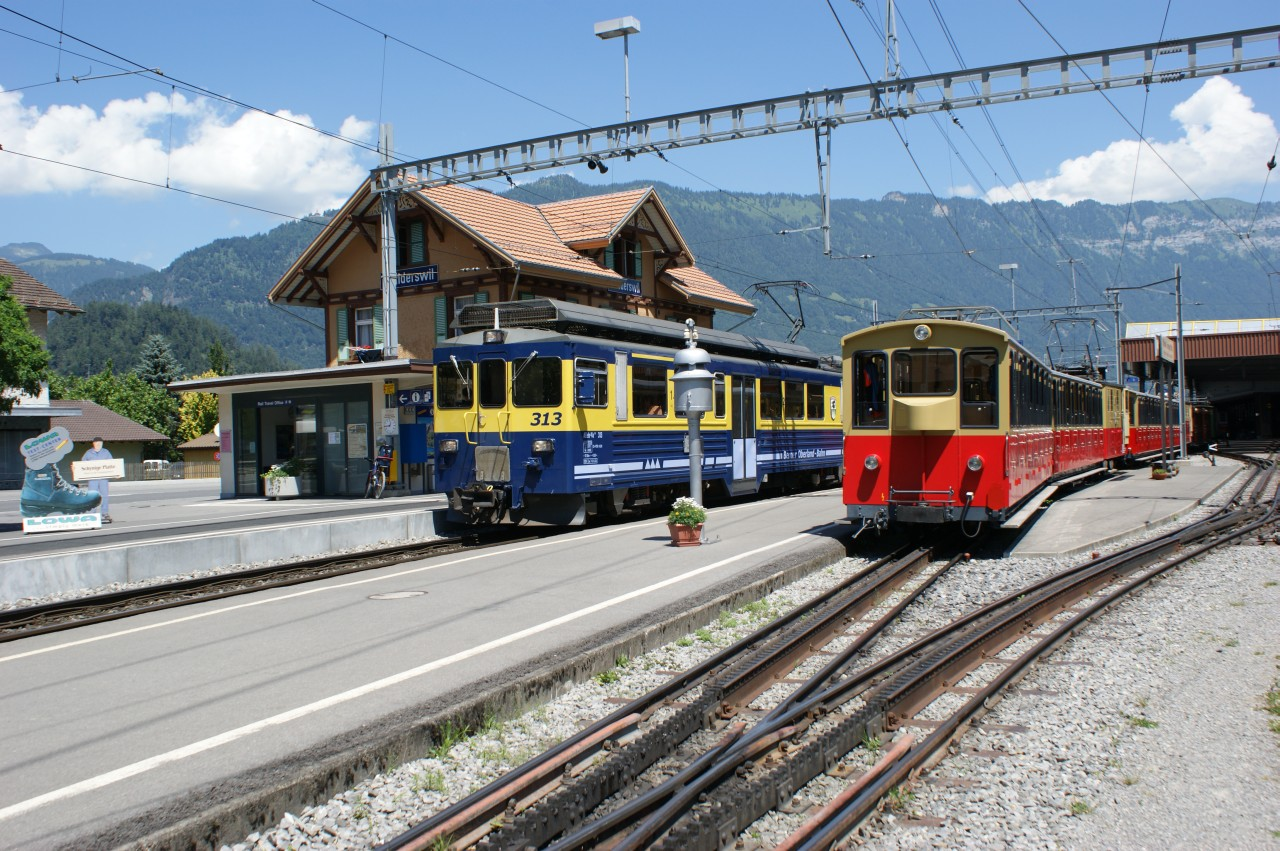
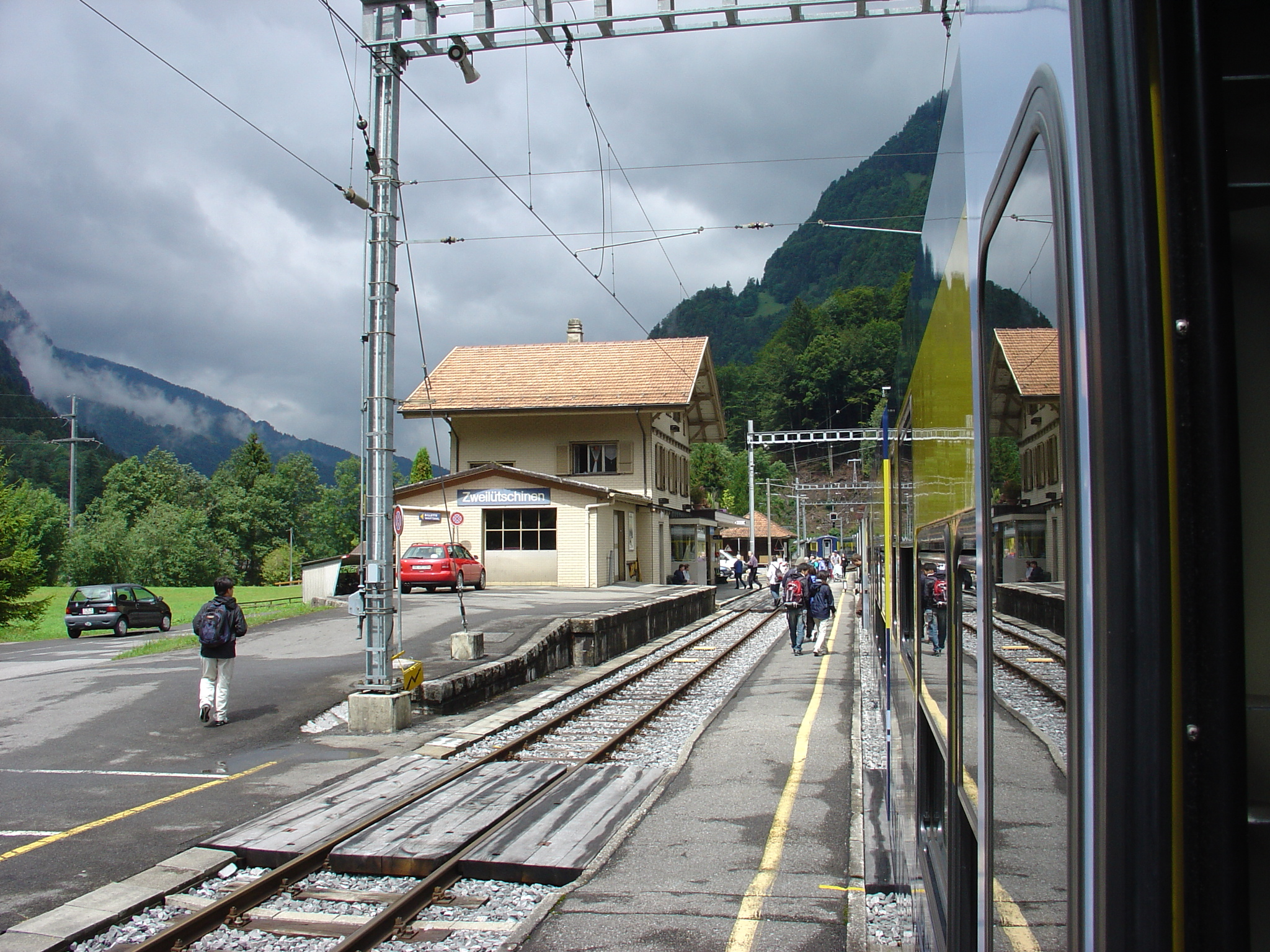
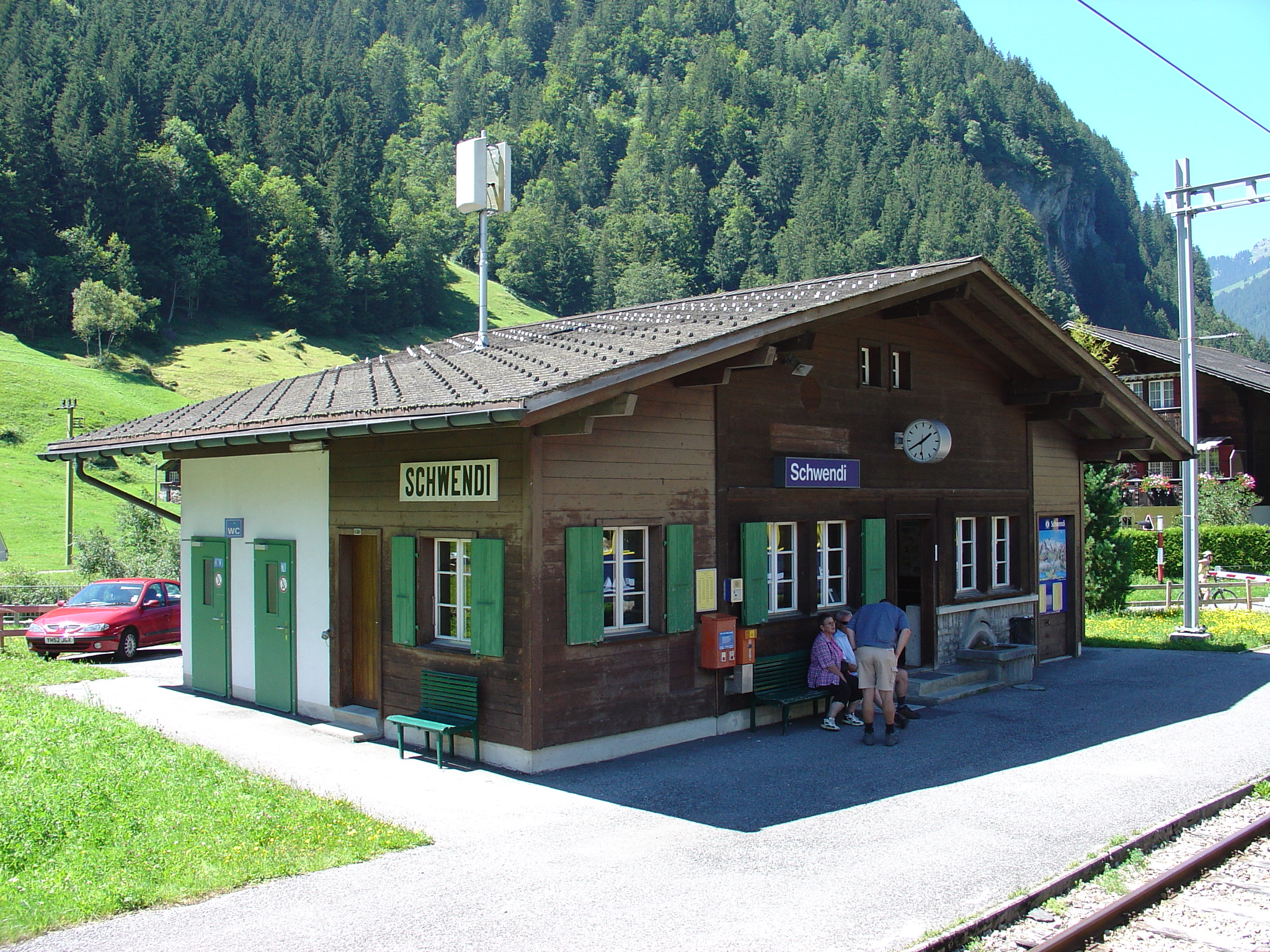

Nádraží BOB: Burglauenen, Lauterbrunnen, Grindelwald ...
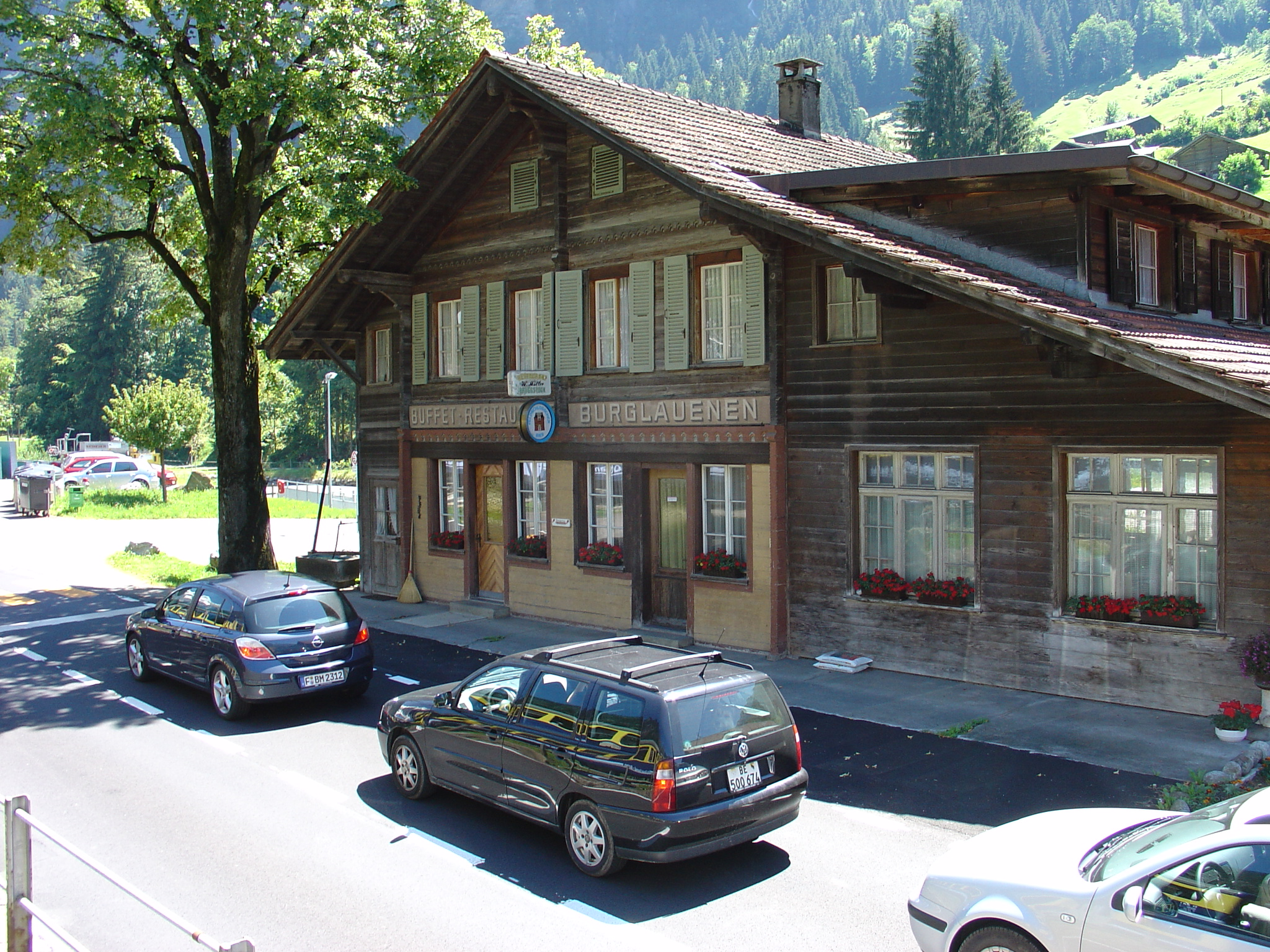
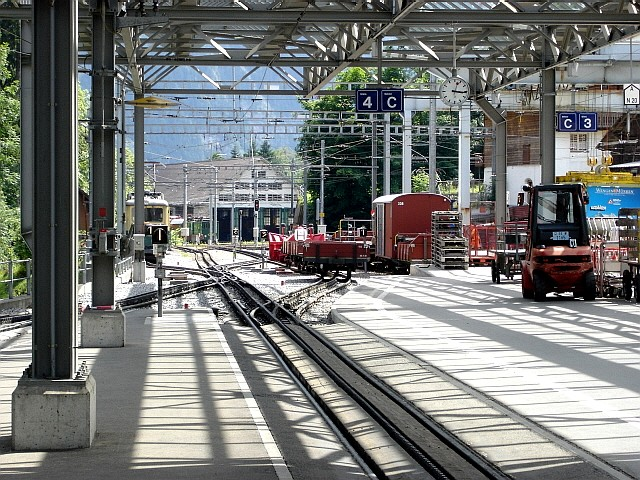
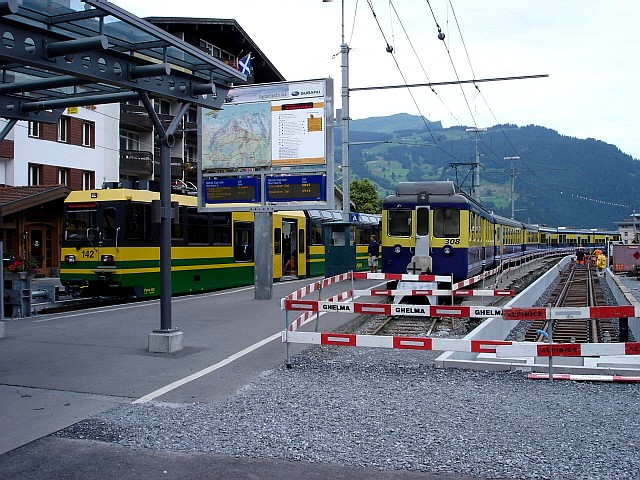

## Historie tratě
|     |           | 1873 | … | První projekt pro železniční spojení z Interlaken do Zweilütschinen a dále do Lauterbrunnenu / Grindelwaldu z výchozího bodu Bönigen. |
| 29. | dubna     | 1888 |   | Vydána licence federálním shromážděním na 80 roků.                                                                                    |
| 2.  | listopadu | 1888 |   | Založena společnost Berner Oberland-Bahnen (BOB).                                                                                     |
|     |           | 1899 |   | Zahájení stavby BOB. |
| 29. | června    | 1890 |   | Uvedení do provozu údolní části železnice BOB.                                                                                        |
| 1.  | července  | 1890 |   | Oficiální zahájení provozu s parní trakcí.                                                                                            |
| 18. | srpna     | 1892 |   | Požár na nádraží v Grindelwaldu, zničeno.                                                                                             |
| 7.  | října     | 1908 |   | Zahájení provozu ozubnicového úseku Lochbrücke-Lauterbrunnen.                                                                         |
| 19. | prosince  | 1908 |   | Zahájení provozu ve stanici Schwendi, větve Zweilütschinen-Grindelwald.                                                               |
| 17. | března    | 1914 |   | Dokončení elektrifikace úseků Interlaken Ost - Lauterbrunnen/Grindelwald.                                                             |
|     |           | 1923 |   | Společnost BOB zjískává licenci na autobusovou dopravu Wilderswil-Interlaken West, licence postoupena zájemci.                        |
| .   |           | 1946 |   | Založení společného ředitelství společností WAB/JB a BOB/BLM.                                                                         |
|     |           | 1949 |   | Nákup prvních 3 motorových vozů typu BCFeh 4/4.                                                                                       |
| 8.  | srpna     | 1957 |   | Otevření nové trasy mezi Interlaken Ost a Wilderswil východním okruhem kolem letiště.                                                 |
| 7.  | října     | 1910 |   | Otevření nového úseku Lauterbrunnen-Wengen.                                                                                           |
|     |           | 1961 |   | BOB začíná používat nová poloautomatická spráhla.                                                                                     |
|     |           | 1965 |   | Společnost nakupuje 5 nových motorových vozů ABeh 4/4.                                                                                |
|     |           | 1968 |   | BOB otevírá nové depo v Zweilütschinen.                                                                                               |
| 1.  | června    | 1969 |   | Otevření přejezdu mezi Sandweid Zweilütschinen a Lauterbrunnen.                                                                       |
| 1.  | června    | 1970 |   | Přebírá zpět autobusovou dopravu Wilderswil-Interlaken West.                                                                          |
|     |           | 1975 |   | BOB nakupuje 2 vozy ABeh 4/4. |
|     |           | 1982 |   | Zahájení provozu plného autobloku na úseku Interlaken - Lauterbrunnen/Grindelwald.                                                    |
|     |           | 1985 |   | Zahájení provozu dieselové soupravy HGM 4/4 č. 31.                                                                                    |
|     |           | 1986 |   | Nákup 3 vozů ABeh 4/4 a 3 vozů s řídím stanovištěm.                                                                                   |
|     |           | 1989 |   | Prodloužení autobusové linky z Interlaken West až do Gsteigwileru.                                                                    |
|     |           | 1990 |   | BOB slaví 100 let provozu. |
| 18. | listopadu | 1991 |   | Zahájení provozu na napřímeném úseku Wilderswil-Gsteigwiler.                                                                          |
| 28. | července  | 1995 |   | Výstavba nového úseku Gsteigwiler-Zweilütschinen.                                                                                     |
| 13. | července  | 1997 |   | Vůz č. 306 je pokřtěn na "Lütschental".                                                                                               |
| 25. | listopadu | 1999 |   | Vůz č. 305 je pokřtěn na "Gündlischwand".                                                                                             |
|     |           | 2000 |   | Vytvoření společnosti Jungfraubahnen AG.                                                                                              |

## Technická data
| Rozchod:                  | 1.000 mm                    |
| El. trakce:               | 1,5kV dc                    |
| Provozní délka:           | 23.608 m                    |
| Celková délka:            | 38.367 m                    |
| Délka ozubeného hřebene:  | 4.600 m (4 úseky)           |
| Ozubnicový systém:        | Ringgenbach                 |
| Max. rychlost:            | neuvedeno km/h              |
| Max. rychl. na ozubnici:  | neuvedeno km/h              |
| Největší sklon adhezně:   | 25 ‰                        |
| Největší sklon ozubnice:  | 120 ‰                       |
| Průměrný sklon:           | 12 ‰                        |
| Nejvyšší bod:             | 1.034 m n. m. (Grindelwald) |
| Nejnižší bod:             | 567 m n. m. (Interlaken)    |
| Převýšení:                | 467 m                       |
| Nejmenší poloměr oblouku: | 90 m                        |
| Počet mostů:              | 30                          |
| Celková délka mostů:      | 645 m                       |
| Počet tunelů:             | 5                           |
| Celková délka tunelů:     | 228 m                       |
| Počet tubusů:             | 1                           |
| Počet galerií:            | 0                           |
| Celková délka galerií:    | 0 m                         |
| Stanice a zastávky:       | 9                           |
| Počet zaměstnanců:        | neuvedeno (r. neuvedeno)    |